# 城生綾菜
城生 綾菜（じょうの あやな、1993年10月8日 - ）は日本の元グラビアアイドル。DVD作品「White berry 05」で大ブレイクした。
綾菜やAyana名義での活動もある。また、城野綾菜と表記されていることもあった。

## 来歴
スカウトされてジュニアアイドルとして活動。早くからモデル活動をはじめ、9歳のときに戸内梨英と共演でDVD「おともだち Vol.3」に出演。10歳のときにアートハウス・ゴン社から発売されたジュニアアイドルシリーズDVD「White berry 05」がバカ売れした。2006年には、戸内梨英との出演作でトータル販売数が10000本を超えた。そのため、ジュニアブームの火付け役ともいわれている。
2006年には、エンタ!371のジュニアアイドルニュースで初のテレビ出演した。その後2007年、すきっぷ始動にも出演した。
2016年頃までベストワンプロに所属していた。

## 人物
2004年7月暑い日差しでの撮影でも、元気に遊び回っていた。また「清純いもうと倶楽部」の宣伝コピーによるとヤンチャな性格で、学校の休み時間も「女の子なんかとおしゃべりなんかしてられません。男子とバスケをしちゃいます」「撮影中も飛んだり跳ねたりハイテンション!」とあった。
戸内梨英とハローというユニットを組んでおり、2人でいると嬉しくて楽しい表情を出す。
将来は大スターを目指している。
2006年10月8日、新作DVD発売記念イベントの日に13歳の誕生日を迎えることから、おいも屋本舗によるサプライズを企画したところ、サプライズケーキで他のアイドルよりも驚いてくれた。

## 作品

### 映像作品(DVDなど)
- 城生綾菜・戸内梨英 おともだち VOL.3.（金銀財宝社）
- White berry 05（2004年、アートハウスゴン）
- 清純いもうと倶楽部 第二回スクール水着オーディションムービー (2004年)[19][20]
- TenCarat(5) 城生綾菜11歳 (2005年、office 1000)
- TenCarat(11) ハロー！ 城生綾菜（じょうのあやな）11歳 ＆戸内梨英（とのうちりえ）11歳 (2006年、office 1000)
- Carrot 綾菜 12歳 (2006年、office 1000)
- 天使のスケッチ Vol.1 (2007年、office 1000)
- ジュニア選抜U-13 (2007年、すきっぷ)
- すきっぷ BEST SELECTION 小さなつぼみ編 (2008年、すきっぷ）
- 綾菜ふたたび!～またヤッちゃった～（2008年、ハピネット）
- Blue berry (2010年、フォレストオブエンジェル、ISBN 978-486217-652-3)
- もももも vol.45 (2011年、もももも)
- Hello Hello Vol.2 綾菜 (2013年)
- チルチル vol.22 あやなちゃん (2013年、チルチル)
- チルチル vol.31 さわこちゃん＆あやなちゃん (2013年、チルチル)
- チルチル vol.53 あやなちゃん (2014年、チルチル)
- Little Princess Vol.9 前編 / 後編
- キミに夢chu Vol.05 (2016年、日本メディアサプライ)

### 写真集
- 清純系 VOL.12 - 2003年、平和出版、ISBN 4-86056-944-X
- 美少女プチドル50人 小3から中3までのプチアイドルたちが水着でごあいさつ - 2003年、英和出版社、ISBN 978-4-89986-393-9
- 清純系BEST VOL.3 - 2004年、平和出版、ISBN 4-86056-916-4
- 清純いもうと倶楽部 第二回スクール水着オーディション写真集 (2004年)
- 星のカケラ(5) 城生綾菜11歳 (2005年、office 1000)
- リトルヴィーナス〜城生綾菜 10歳〜 Vol．1 (2006年)[21]
- リトルヴィーナス〜城生綾菜 10歳〜 Vol．2 (2006年)[22]
- milkyway・vol30 城生綾菜11歳 (2006年)
- milkyway・vol33 城生綾菜11歳＆戸内梨英11歳 (2006年)
- U-15アイドルマガジン ベリーキュート Very Cute!! vol.3 (2006年)
- Flash 〜15歳以下ピュアカワ美少女〜[23]

## テレビ
- ジュニアアイドルニュース #16 (2006年11月、スカパー!371ch)[11]
- お宝jr.アイドル #1 (2007年1月、スカパー!371ch)[24]
- すきっぷ始動 (2007年6月、スカパー!371ch)[12]

## イベント
- 2005年12月4日 - 城生綾菜/戸内梨英DVD発売記念撮影会[25]
- 2006年10月8日 - サイン＆撮影＆握手会[26][27]